# Camponotus compressus
Camponotus compressus é uma espécie de inseto do gênero Camponotus, pertencente à família Formicidae.